# Hollow Years
Hollow Years – singel progresywnometalowego zespołu Dream Theater, wydany w 1997 roku.
Singel zawiera dwie wersje utworu "Hollow Years" z płyty Falling into Infinity – radiową i albumową, nagrane w czerwcu i lipcu 1997 roku. Na singlu znalazł się również utwór "You Or Me" będący wersją demo utworu "You Not Me" z płyty Falling into Infinity (nagrany w maju 1996 roku) oraz "The Way It Used To Be" – nie wydany na żadnym albumie (nagrany w czerwcu 1996 roku).

## Twórcy
- James LaBrie – śpiew
- John Myung – gitara basowa
- John Petrucci – gitara
- Mike Portnoy – instrumenty perkusyjne
- Derek Sherinian – instrumenty klawiszowe

## Lista utworów
1. "Hollow Years (Radio Edit)" – 4:10
2. "Hollow Years (LP Version)" – 5:53
3. "You Or Me (You Not Me – Demo Version" – 6:22
4. "The Way It Used To Be (Non LP Track)" – 7:48

## Wydania
- Japońskie wydanie singla zawiera dodatkowo dwa utwory koncertowe: "Burning My Soul" i "Another Hand / The Killing Hand" nagrane 14 grudnia 1996 roku na koncercie zespołu w Old Bridge w USA.